# Кирикеш, Влад
Влад Юлиа́н Ки́рикеш (рум. Vlad Iulian Chiricheș; 14 ноября 1989, Бакэу) — румынский футболист, защитник клуба «Стяуа». Выступал за сборную Румынии.

## Клубная карьера
Кирикеш начал свою карьеру игрока в клубе «Ардялул», куда он попал в возрасте 14 лет. В 2007 году Влад отправился на стажировку в португальскую «Бенфику». Проведя в Лиссабоне ровно год, он вернулся в Румынию.
Вернувшись в Румынию, Кирикеш присоединился к клубу низшей лиги «Интернационал», с которым в 2009 году он вышел в Лигу I. В 2010 году 21-летний защитник перешёл в «Пандурий», а через год он был впервые вызван в сборную Румынии. В составе сборной Влад быстро стал основным игроком, которым он является и по сей день.
Зимой 2012 года Кирикеш перешёл в бухарестский «Стяуа», заключив 5-летний контракт с армейцами.
28 июня в газете El Mundo Deportivo появилось сообщение о том, что «Барселона» предложила за Кирикеша сумму, равную 10 миллионам евро. Стоит отметить, что игроком также интересовались «Милан» и «Олимпик Лион».
В феврале 2013 года московский «Спартак» предлагал «Стяуа» 10 миллионов евро за Кирикеша, но сам игрок отклонил это предложение, заявив при этом, что желает продолжить карьеру только в Западной Европе.
25 августа 2013 года главный тренер «Стяуа» Лауренциу Регекампф подтвердил переход Кирикеша в «Тоттенхэм Хотспур» за 9,5 миллионов евро, о котором было официально объявлено через 5 дней.
30 июля 2015 года Кирикеш перешёл за £4,5 млн в клуб итальянской Серии А «Наполи».

## Международная карьера
За сборную Кирикеш дебютировал 2 сентября 2011 года, в матче отбора к ЧЕ-2012 против сборной Люксембурга.

## Достижения
Клубные
«Стяуа»
- Чемпион Румынии (2): 2012/13, 2024/25
- Обладатель Суперкубка Румынии (2): 2013, 2025

Личные
- Футболист года в Румынии: 2013